# Castelo de Ashtown
O Castelo de Ashtown localiza-se no Phoenix Park, em Dublin, na República da Irlanda.
Trata-se de uma mansão fortificada, que se acredita remonte a 1430, sendo fruto de uma política do governo à época, que oferecia 10 libras a todo aquele que erguesse um castelo para a sua própria segurança.
O castelo foi, posteriormente, incorporado à construção do Under Secretary's Lodge, que serviu como residência oficial do Sub-Secretário até 1782. A primitiva estrutura encontrava-se inserida nos muros dessa edificação mais vasta e mais recente, que foi utilizada pelo Nunciatura Apostólica até 1978. Naquela altura, a edificação mais recente, tendo sofrido danos estruturais irreparáveis devidos a contaminação por fungos, necessitou ser demolida. Ressurgiu, então, a estrutura do antigo castelo.
Restaurada, a primitiva estrutura integra, atualmente, o Centro de Visitantes do Phoenix Park, de onde começa, todos os Sábados, a visita ao Áras an Uachtaráin (residência oficial do Presidente da Irlanda).